# Dictyophyllaria dietschiana
Dictyophyllaria dietschiana là một loài thực vật có hoa trong họ Lan. Loài này được (Edwall) Garay mô tả khoa học đầu tiên năm 1986.

## Hình ảnh

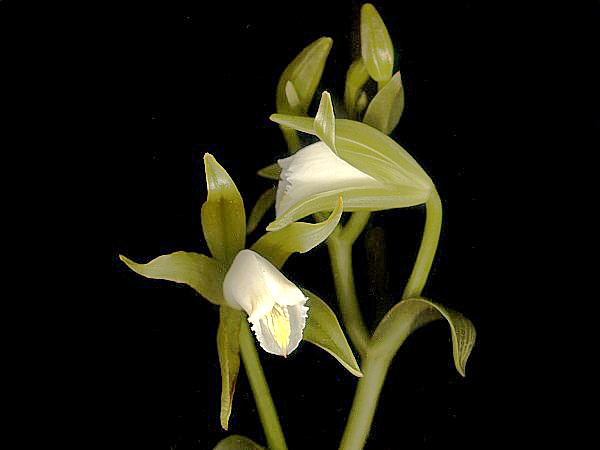